# 세포군
세포군(洗浦郡)은 조선민주주의인민공화국의 강원도에 속해 있는 군이다.

## 지리
지역의 주요 부분은 산지로 형성되어 있으며, 군에서 가장 높은 산은 추애산이다. 마식령산맥과 광주산맥이 통과하고 남대천, 용지천, 고미탄천이 흐른다. 전체 면적의 75%를 산림이 차지한다.
동쪽은 회양군, 서쪽에는 판교군, 북쪽은 법동군과 고산군에, 남쪽은 평강군과 김화군에 접하여 있다.

## 역사
1952년 12월, 평강군 세포면, 유진면, 회양군 란곡면의 일부, 안변군 신고산면의 일부를 통합해 세포군을 설치하였다. 2001년 옛 목전면 전부(장촌노동자구, 복만리, 정동리, 기산리, 중삼리)와 송포리(해방당시 현내면 송포리, 신대리)가 평강군에서 편입되었고, 현리비행장 일대인 옛 난곡면 일부가 회양군으로 돌아갔다.
2020년 10월 2일 조선중앙텔레비죤의 김정은 위원장 김화군 시찰보도에서 김화군의 관할구역이 2001년 개편 직전으로 돌아가면서 현리비행장 일대가 세포군으로 재편입된것이 확인된다. 또한 기산리 일대에 대해서는 해당 지도에는 나오지 않으나 다른 날 다른 북조선 매체의 기사에서 기산리에서 아홉명의 자식을 낳은 송금숙의 거주지를 평강군 기산리로 명기하고 있어, 2001년 개편은 무효가 된 것으로 추정된다.

## 행정 구역
1읍 1구 24리로 구성되어 있다.
- 읍 : 세포읍
- 구 : 장촌로동자구
- 리 : 기산리, 내평리, 대곡리, 대문리, 리목리, 백산리, 복만리, 북평리, 삼방리, 상술리, 서하리, 성산리, 성평리, 송포리, 신동리, 신생리, 약수리, 원남리, 유연리, 정동리, 중삼리, 중평리, 천기리, 후평리

## 산업
농업이 주를 이루며, 일부 축산업과 광업이 발달하여 있다. 몰리브덴, 은, 아연, 형석이 매장되어 있다. 세포는 특히 무 생산으로 유명하다. 축산업과 과수업도 이루어지고 소규모의 제조업도 행해진다.

## 교통
철도 노선인 강원선과 청년이천선을 통해 황해북도 평산역과 함경남도 고원역으로 연결된다.

## 같이 보기
- 조선민주주의인민공화국의 지리
- 조선민주주의인민공화국의 행정 구역